# Helmut Bischoff
Helmut Hermann Wilhelm Bischoff (* 1. März 1908 in Glogau; † 1. Januar 1993 in Hamburg) war im nationalsozialistischen Deutschen Reich SS-Obersturmbannführer (1943) und Oberregierungsrat, Leiter diverser Staatspolizeistellen, Führer des Einsatzkommandos 1 der Einsatzgruppe IV im deutsch besetzten Polen und Abwehrbeauftragter beim Bau von V2-Raketen im KZ Mittelbau-Dora.

## Biografie bis 1933
Bischoff, Sohn eines Fleischermeisters, besuchte in Glogau das Gymnasium. Von 1923 bis 1925 gehörte er dem Wiking-Bund an. Nach dem 1926 bestandenen Abitur begann Bischoff ein Studium der Rechtswissenschaft an der Universität Leipzig, wo er 1926 der Leipziger Burschenschaft Dresdensia beitrat, und an der Universität Genf. Nach Ablegung der beiden juristischen Staatsexamina 1930 und 1934 sowie seiner Promotion war er als Jurist in den Landratsämtern in Schweidnitz und Strehlen tätig.
Zum 1. März 1930 trat Bischoff der NSDAP bei (Mitgliedsnummer 203.122).

## Zeit des Nationalsozialismus
Der SA trat er 1933 bei und wechselte von dort im November 1935 zur SS (Mitgliedsnummer 272.403). 1934 war Bischoff Assessor am Landratsamt Schweidnitz, wo er zugleich Spitzeldienste für Himmlers SD leistete. Am 1. Oktober 1935 wechselte er zur Gestapo nach Berlin. Bereits ab Dezember des gleichen Jahres wurde Bischoff zum Leiter der Staatspolizeistelle Liegnitz bestellt. Bis zum Beginn des Krieges gegen die Sowjetunion hatte er die Leitung folgender Staatspolizeistellen inne: ab 1. Oktober 1936 Harburg-Wilhelmsburg, ab 1. Oktober 1937 Köslin, ab Oktober 1939 Posen und ab 29. September 1941 Staatspolizeileitstelle Magdeburg.
Unterbrochen wurde seine Tätigkeit als Staatspolizeistellenleiter im September 1939, als er im Krieg gegen Polen zum Führer des Einsatzkommandos 1 (EK 1) der Einsatzgruppe IV (EGr IV) bestellt wurde. Die Einsatzgruppen der Sicherheitspolizei waren im Rahmen der „Intelligenzaktion“ mit der „Bekämpfung aller reichs- und deutschfeindlichen Elemente rückwärts der fechtenden Truppe“ und gleichzeitig der möglichst umfassenden Dezimierung der polnischen Führungsschicht beauftragt.
Das EK 1 wurde im pommerschen Dramburg aufgestellt und folgte im Verband der EGr IV der 4. Armee nach Polen. Bischoffs Einheit war maßgeblich an den Repressalien beteiligt, die durch den „Bromberger Blutsonntag“ ausgelöst wurden. In einer Ansprache an die Angehörigen seines Einsatzkommandos bereits zu Beginn ihres Einsatzes machte er deutlich, dass verdächtige polnische Männer zu erschießen seien, unabhängig davon, ob sie Waffen trügen oder nicht. Im Spätherbst 1939 wurden die Einsatzgruppen der Sicherheitspolizei aufgelöst und in stationäre Einheiten gewandelt.
In seiner Funktion als Leiter der Staatspolizeistelle Posen, die er bis zum 21. September 1941 wahrnahm, war Bischoff auch Chef des Forts VII, das zunächst als „KZ Posen“ und Mitte November 1939 als „Übergangslager Fort VII“ bezeichnet wurde. Dies war der Exekutionsort für viele Polen und Juden sowie im Herbst 1939 die erste Vergasungsstätte für Geisteskranke. Erster Kommandant dieses Konzentrationslagers war ab dem 10. Oktober 1939 SS-Untersturmführer Herbert Lange, der schon am 16. Oktober 1939 von SS-Hauptsturmführer Hans Weibrecht abgelöst wurde. Das KZ war auf Befehl des Reichsstatthalters und Gauleiters der NSDAP im Reichsgau Wartheland, Arthur Greiser, im Fort VII der alten preußischen Befestigungsanlage von Posen eingerichtet worden. In einem als Gaskammer hergerichteten Bunker des Forts wurden ab der zweiten Oktoberhälfte 1939 die Psychiatriepatienten der in der Nähe gelegenen Heilanstalt Owinska getötet. Diese wurden mit Lastkraftwagen herangeschafft und in die Gaskammer verbracht, deren Tür jeweils provisorisch mit Lehm abgedichtet wurde. Die Tötung erfolgte vermutlich mit Kohlenmonoxidgas.
In Magdeburg war er im Zeitraum vom 19. Januar 1942 bis zum 27. November 1942 für die Ermordung von mehreren polnischen Zivilpersonen durch Erhängen verantwortlich und nahm an den ohne Urteil erfolgten Hinrichtungen selbst teil.
Im Dezember 1943 wurde Helmut Bischoff als SD-Beauftragter für das A4-Programm im Außenlager Dora des KZ Buchenwald bzw. dem ab Oktober 1944 selbständigen KZ Mittelbau eingesetzt. Beim A4-Programm handelte es sich um die Herstellung der von Walter Dornberger und Wernher von Braun entwickelten ersten ballistischen Fernrakete, die unter dem Namen „V2“ bekannt wurde. Zum Schutz vor den allgegenwärtigen alliierten Luftbombardements, war die Raketenproduktion der zu diesem Zweck gegründeten Mittelwerk GmbH in die neu geschaffenen Stollen des Kohnsteins bei Nordhausen in Thüringen verlegt worden.
In seiner Funktion als Abwehrbeauftragter war Bischoff auch der Vertreter des Leiters des A4-Programms, SS-Obergruppenführer Hans Kammler und ab dem 9. Februar 1945 „Kommandeur der Sicherheitspolizei z. b. V.“. So führte er auf Anordnung des KZ-Kommandanten Einzel- und Massenexekutionen durch. Von Kammler hatte er vermutlich die Vollmacht für die Verhängung von eigenständigen Todesurteilen gegen Häftlinge.

## Nach dem Krieg
Bischoff gelang es nach dem Krieg zunächst unterzutauchen. Im Januar 1946 wurde er jedoch von der sowjetischen Geheimpolizei verhaftet und zunächst in Magdeburg und dann bis 1948 im Speziallager Nr. 1 Mühlberg inhaftiert. Danach kam er bis 1950 in das Speziallager Nr. 2 Buchenwald um anschließend in die Sowjetunion deportiert zu werden. 1955 wurde er mit den letzten deutschen Kriegsgefangenen entlassen. Er fand eine Beschäftigung beim Suchdienst des Deutschen Roten Kreuzes, wo er von 1957 bis 1965 tätig war.
Im Essener Dora-Prozess gegen Täter des KZ Mittelbau-Dora vom 17. November 1967 bis 8. Mai 1970 war er Hauptangeklagter. Neben seinem ehemaligen Mitarbeiter Ernst Sander war auch der frühere leitende Aufseher Erwin Busta angeklagt. Wegen Verhandlungsunfähigkeit wurde der Prozess gegen ihn am 5. Mai 1970 vier Tage vor der Urteilsverkündung zunächst ausgesetzt. Am 26. Mai 1970 wurde das Verfahren mit folgender Begründung eingestellt:
„Die Hauptverhandlung ist inzwischen soweit gediehen, daß mit der Verkündigung des Urteils gerechnet werden kann. Sollte dieses Urteil, was nach den bisherigen Ermittlungen der Hauptverhandlung zumindest nicht unwahrscheinlich ist, dahin lauten, daß der Angeklagte Bischoff als Mörder verurteilt wird, so ist nach dem Ergebnis der Begutachtung durch den Sachverständigen de Boor damit zu rechnen, daß es bei dem Angeklagten Bischoff infolge der Verkündigung des Urteils zu einer exzessiven Blutdrucksteigerung kommt, die seinen Tod – möglicherweise noch im Gerichtssaal – zur Folge hat“.
Bischoff verstarb als Pensionär 1993.